# Piotr Maślanka (wokalista)
Piotr Maślanka (ur. 17 lipca 1981 w Zdzieszowicach) – polski muzyk i wokalista, multiinstrumentalista.
Członek zespołów reggae: Paprika Korps, Ragana i Duberman. Założyciel agencji koncertowo-wydawniczej Karrot Kommando, menedżer m.in. zespołów: Świetliki, Vavamuffin i Żywiołak oraz organizator koncertów zagranicznych zespołów reggae, ska, jazz i dub.

## Dyskografia
- NBS – Demo (1998)
- Paprika Korps – Kolejny krok (1999, W Moich Oczach)[6]
- Paprika Korps – Przede wszystkim muzyki (2001, W Moich Oczach)[7]
- Dub Out Of Poland Vol 1 (2001, Home Appliance Records)
- Paprika Korps – Telewizor (2004, Karrot Kommando)[8]
- Paprika Korps – Koncert w Tampere (2006, Karrot Kommando)
- Jah Free – Pillar Of Salt (2006, Siodemki.com)
- Duberman – King Of The Day (2006, Karrot Kommando)
- EastWest Rockers – Ciężkie czasy (2007, Karrot Kommando)[9]
- Paprika Korps - Magnetofon (2007, Karrot Kommando)
- Vavamuffin – Inadibusu (2007, Karrot Kommando)
- Yellow Umbrella – Same same - But Different (2008, Rain Records)
- Ragana – So Many Reverbs To Cross (2008, Karrot Kommando)[10]
- Ragana – A Long Delay Ago (2010, Karrot Kommando)
- Paprika Korps – Metalchem (2010, Karrot Kommando)
- Paprika Korps – Homemade Babylon (2016, Karrot Kommando)